# Anna Olivia Bergman

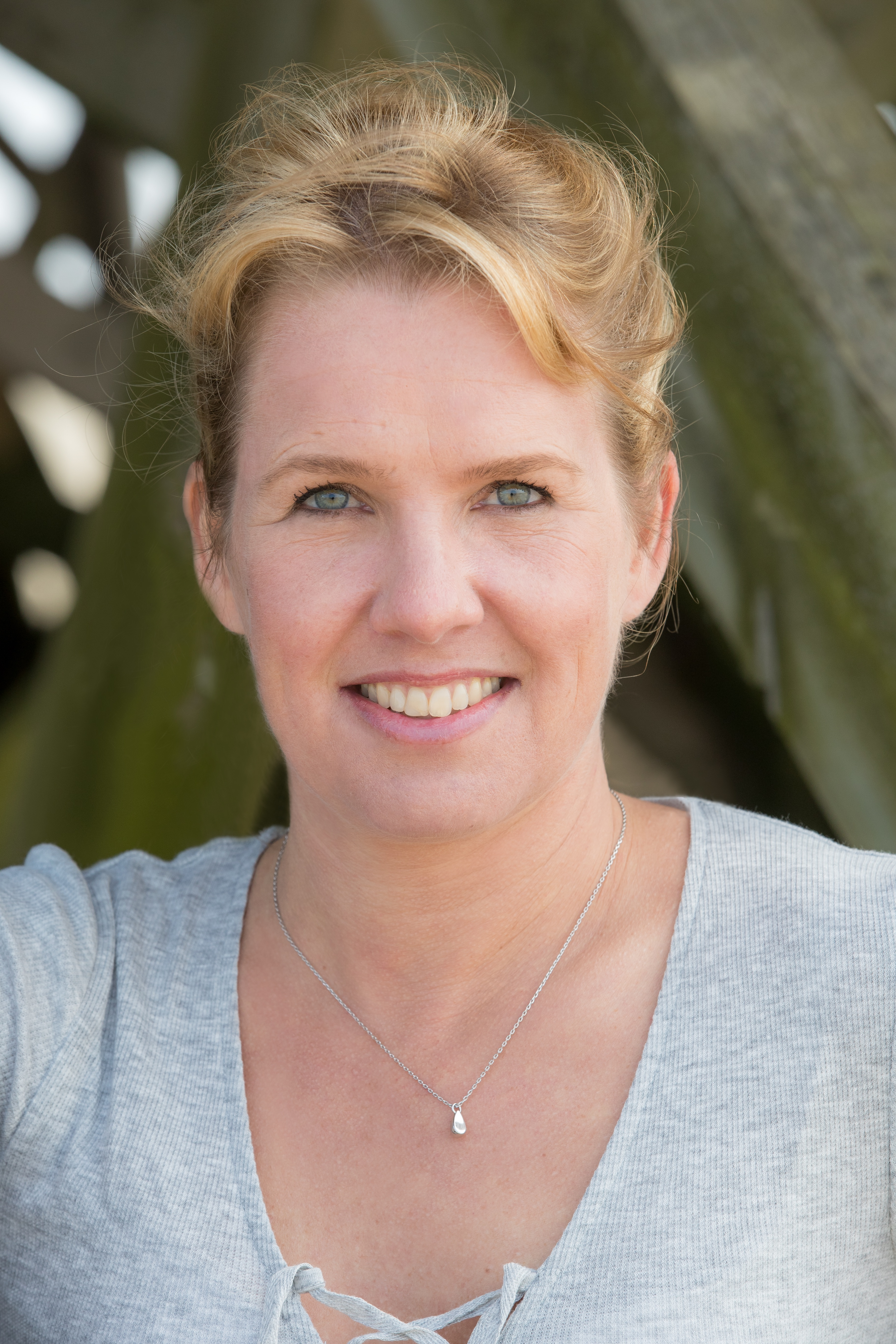
Anna Olivia Bergman (2018)

Anna Olivia Bergman (* 4. Mai 1972 in Karlsruhe) ist eine deutsche Schauspielerin, Stuntfrau, Sprecherin und Sängerin.

## Leben
Anna Olivia Bergman wuchs mehrsprachig in Kiel auf. Sie spricht neben Deutsch fließend Schwedisch, Dänisch und Englisch.
Ihrem schon im Kindesalter gehegten Wunsch nach einer Bühnenlaufbahn folgten nach dem Abitur zunächst Praktika am Kieler Theater und beim Fernsehsender RTL, dann die Aufnahme an der Schule für Schauspiel der Landeshauptstadt Kiel. Nach der vierjährigen Ausbildung in den Jahren von 1991 bis 1995 wirkte sie an der Bühne der Landeshauptstadt Kiel, am Landestheater Schleswig-Holstein, dem Staatstheater Schwerin, dem Kleinen Theater Bonn, dem Zimmertheater Heidelberg, dem Euro Theater Central Bonn und an der Landesbühne Rheinland-Pfalz. Bergman spielte Rollen aus dem gesamten Spektrum der Theaterliteratur, vom klassischen Gretchen im Faust bis hin zur komödiantischen Heather in Verzwickte Lügen, dazu auch Gesangsrollen wie die der Chaja in Ghetto und die der Lucy in der Dreigroschenoper.
In der Folge bildete Bergman sich für weitere künstlerische Aufgabenbereiche fort, speziell im Bereich Film und Fernsehen sowie als Sprecherin und Sängerin. Nach dem Besuch der Stuntschule action concept in Köln von 2001 bis 2003 war sie beispielsweise als Stuntdouble bei Alarm für Cobra 11 und Wilde Engel tätig. Als Schauspielerin stand sie unter anderem für den Tatort, Aktenzeichen XY … ungelöst, Ein Fall für zwei, Alarm für Cobra 11 oder Verstehen Sie Spaß? vor der Kamera.
Bergman lieh diversen Werbungen ihre Stimme, sowohl im Hörfunk als auch im Fernsehen.
Die Sopranistin absolvierte zudem von 2005 bis 2008 eine Musical-Ausbildung an der Academy of Stage Arts in Frankfurt am Main. Ihre Schwerpunkte als Sängerin liegen in den Bereichen Musical und Chanson.

## Theater- und Musicalrollen
| Jahr | Theaterstück                   | Rollen                | Bühne                                                 |
| ---- | ------------------------------ | --------------------- | ----------------------------------------------------- |
| 1992 | West Side Story                | Anybody               | Opernhaus Kiel                                        |
| 1993 | Herzstechen                    | diverse               | Werftparktheater Kiel                                 |
| 1994 | Die letzte Tage der Menschheit | diverse               | Theatrale Unna                                        |
| 1995 | Die Bakchen                    | Chor lydischer Frauen | Staatstheater Schwerin                                |
| 1996 | Frühlings Erwachen             | Thea                  | Schleswig-Holsteinisches Landestheater                |
| 1996 | Einer muss der Dumme sein      | Clara                 | Schleswig-Holsteinisches Landestheater                |
| 1996 | Die Regentrude                 | Maren                 | Schleswig-Holsteinisches Landestheater                |
| 1996 | A Clockwork Orange             | Georgina (und andere) | Schleswig-Holsteinisches Landestheater                |
| 1997 | Der Hauptmann von Köpenick     | Fanny                 | Schleswig-Holsteinisches Landestheater                |
| 1997 | Don Juan kommt aus dem Krieg   | diverse               | Schleswig-Holsteinisches Landestheater                |
| 1997 | Ghetto                         | Chaja                 | Schleswig-Holsteinisches Landestheater                |
| 1997 | Die Dreigroschenoper           | Lucy Brown            | Schleswig-Holsteinisches Landestheater                |
| 1997 | Jedermann                      | Fräulein              | Schleswig-Holsteinisches Landestheater                |
| 1997 | Zimmer frei                    | Glotz                 | Schleswig-Holsteinisches Landestheater                |
| 1997 | Einladung ins Schloss          | Isabelle              | Schleswig-Holsteinisches Landestheater                |
| 1997 | Jetzt nicht, Liebling          | Sue Lawson            | Schleswig-Holsteinisches Landestheater                |
| 1998 | Der Freigeist                  | Angeliquè             | Zimmertheater Heidelberg                              |
| 1999 | Trauer muss Elektra tragen     | Hazel                 | Landesbühne Rheinland-Pfalz im Schlosstheater Neuwied |
| 1999 | Verzwickte Lügen               | Heather Fazackerley   | Kleines Theater Bad Godesberg                         |
| 2000 | Eifersucht                     | Iris Rudnik           | Zimmertheater Heidelberg                              |
| 2000 | Faust                          | Gretchen              | Schleswig-Holsteinisches Landestheater                |
| 2001 | Kabale und Liebe               | Luise                 | Euro Theater Central Bonn                             |
| 2002 | Kabale und Liebe               | Luise                 | Euro Theater Central Bonn                             |
| 2003 | Stella                         | Stella                | Euro Theater Central Bonn                             |
| 2004 | Stella                         | Stella                | Euro Theater Central Bonn                             |
| 2013 | Die toten Augen von London     | Diana Ward            | Landesbühne Rheinland-Pfalz im Schlosstheater Neuwied |
| 2014 | Das Verhör                     | Lilian Barclay        | Kleines Theater Bad Godesberg                         |
| 2015 | Das Verhör                     | Lilian Barclay        | Landesbühne Rheinland-Pfalz im Schlosstheater Neuwied |
| 2021 | Bobby Darin                    | Ann                   | Kleines Theater Bad Godesberg                         |
| 2022 | Sex and Breakfast              | Hanna                 | Kleines Theater Bad Godesberg                         |
| 2024 | Zweifel                        | Schwester Aloisius    | Kleines Theater Bad Godesberg                         |

## Filmografie
- 1999: Der Landarzt
- 2002: Solon (Independentfilm)
- 2010: Aktenzeichen XY ... ungelöst
- 2012: Ein Fall für zwei
- 2014: Anti Cupido (Kurzfilm)
- 2016: Alarm für Cobra 11
- 2016: Anwälte der Toten
- 2016: Verstehen Sie Spaß?
- 2018: The Esprits - Fireflies (Musikvideo)
- 2019: Ich liebe dich, Alex! (Kurzfilm)
- 2019: Risiko Pille (Fernsehfilm)
- 2020: Tatort – Du allein
- 2022: Schloss Goldbach – Promis viel zu nah
- 2023: Kannawoniwasein! – Kinofilm

### Stunts
| Jahr | Film / Sendung     | Episode          | Double / Rolle |
| ---- | ------------------ | ---------------- | -------------- |
| 2002 | Alarm für Cobra 11 | Tödliche Kunst   | Frau Dr. Weber |
| 2002 | Alarm für Cobra 11 | Schwarze Schafe  | Polizistin     |
| 2002 | Alarm für Cobra 11 | Wehrlos          | Maria Stuck    |
| 2002 | Wilde Engel        | Pilotfilm        | Lena           |
| 2002 | Wilde Engel        | Nichts geht mehr | Rabe           |
| 2003 | Alarm für Cobra 11 | Ein tiefer Fall  | Isabell Freese |
| 2004 | Alarm für Cobra 11 | Ohne Ausweg      | Polizistin     |

## Sprecherin
| Jahr | Titel                                        | Auftraggeber / Produzent | Rolle         |
| ---- | -------------------------------------------- | ------------------------ | ------------- |
| 1997 | Opa und das Moped (Hörbuch)                  |                          | Sprecherin    |
| 1998 | Sina und das Kaff am Ende der Welt (Hörbuch) |                          | Sprecherin    |
| 1999 | Salzburg in London (Hörspiel)                | WDR Köln                 | Krogstad      |
| 2002 | Sophie und der Riese (Hörspiel)              | WDR Köln                 | Königin       |
| 2003 | Weißauge (Hörspiel)                          | WDR Köln                 | Frau          |
| 2004 | Trolle nach Süden (Hörspiel)                 | WDR Köln                 | Britta        |
| 2005 | VHS-Material                                 | Studio Hess              | diverse       |
| 2006 | VHS-Material                                 | Studio Hess              | diverse       |
| 2007 | VHS-Material                                 | Studio Hess              | diverse       |
| 2008 | Blutsbande (Hörspiel)                        | WDR Köln                 | Stewardess    |
| 2008 | Das Schweigen (Hörspiel)                     | WDR Köln                 | Moderatorin   |
| 2009 | Peter Panters Ende (Hörspiel)                | WDR Köln                 | Gertrud Meyer |
| 2012 | Sprachkurs Schwedisch                        | Langenscheidt Software   | diverse       |